# 藤原頼隆
藤原 頼隆 （ふじわら の よりたか）は、鎌倉時代中期の公卿。権中納言・藤原顕俊の長男。官位は従三位・参議。

## 官歴
『公卿補任』による
- 承元4年（1210年） 正月6日：叙爵（従五位下）
- 建保6年（1218年） 3月6日：兵部大輔
- 承久2年（1220年） 正月7日：従五位上
- 承久3年（1221年） 8月28日：蔵人
- 貞応元年（1222年） 11月12日：正五位下
- 貞応2年（1223年） 2月25日：兼中宮大進
- 元仁元年（1224年） 10月17日：右少弁
- 嘉禄元年（1225年） 4月27日：去蔵人。7月6日：左少弁。8月14日：院別当。9月17日：正五位上。12月22日：右中弁、従四位下
- 嘉禄2年（1226年） 正月27日：右宮城使。7月24日：従四位上。11月16日：蔵人頭
- 安貞元年（1227年） 正月5日：正四位下。10月4日：参議
- 安貞2年（1228年） 2月1日：近江権守。2月7日：従三位
- 寛喜2年（1230年） 閏正月4日：辞参議
- 嘉禎元年（1235年） 8月7日：出家

## 系譜
- 父：藤原顕俊[1]
- 母：藤原能頼の娘[1]
- 生母不明の子女
  - 男子：藤原頼俊[2]
  - 男子：藤原顕成[2]
  - 男子：尊俊[2] - 延暦寺法印権大僧都
  - 女子：祭主経世室[2]